# (400101) 2006 TO43
(400101) 2006 TO43 es un asteroide perteneciente al cinturón de asteroides, descubierto el 12 de octubre de 2006 por el equipo del Spacewatch desde el Observatorio Nacional de Kitt Peak, Arizona, Estados Unidos.

## Designación y nombre
Designado provisionalmente como 2006 TO43.

## Características orbitales
2006 TO43 está situado a una distancia media del Sol de 2,700 ua, pudiendo alejarse hasta 2,817 ua y acercarse hasta 2,583 ua. Su excentricidad es 0,043 y la inclinación orbital 6,473 grados. Emplea 1620,68 días en completar una órbita alrededor del Sol.

## Características físicas
La magnitud absoluta de 2006 TO43 es 17,4.